# Bazzania bhutanica
Espèce
Statut de conservation UICN

 CR B1+2c : 
En danger critique
Bazzania bhutanica est une espèce d'hépatiques de la famille des Lepidoziaceae du genre Bazzania. Endémique du Bhoutan, l'espèce est considérée comme en danger critique d'extinction par l'Union internationale pour la conservation de la nature du fait de la destruction de son habitat. Elle fait partie de la liste des 100 espèces les plus menacées au monde établie par l'UICN en 2012.

## Répartition et habitat
Son habitat naturel est constitué par les forêts tropicales et subtropicales sèches. 